# Wecker
Wecker est une section de la commune luxembourgeoise de Biwer située dans le canton de Grevenmacher.